# 김민기 2
《김민기 2》은 가수 김민기의 시리즈 형식으로 발매된 두 번째 음반이다. 총 2년의 준비 과정을 거쳐 1993년 2월 15일 서울음반에서 4장 시리즈 형식으로 구성한 음반을 발매했다.

## 수록곡

### 수록곡 목록
| #  | 제목            | 작사   | 작곡   | 재생 시간 |
| -- | --------------- | ------ | ------ | --------- |
| 1. | 〈새벽길〉      | 김민기 | 김민기 | 3:19      |
| 2. | 〈나비〉        | 김민기 | 김민기 | 3:11      |
| 3. | 〈길〉          | 김민기 | 김민기 | 2:59      |
| 4. | 〈혼혈아〉      | 김민기 | 김민기 | 5:42      |
| 5. | 〈그사이〉      | 김민기 | 김민기 | 3:40      |
| 6. | 〈고향가는 길〉 | 김민기 | 김민기 | 2:43      |

| #  | 제목                | 작사   | 작곡   | 재생 시간 |
| -- | ------------------- | ------ | ------ | --------- |
| 1. | 〈철망앞에서〉      | 김민기 | 김민기 | 4:55      |
| 2. | 〈눈산〉            | 김민기 | 김민기 | 3:26      |
| 3. | 〈차돌 이내몸〉     | 김민기 | 김민기 | 2:06      |
| 4. | 〈아무도 아무데도〉 | 김민기 | 김민기 | 5:54      |
| 5. | 〈바다〉            | 김민기 | 김민기 | 4:54      |

## 수록곡 설명
- 김민기 1의 SIde B 4번 트랙 〈종이연〉의 원제목은 〈혼혈아〉였으나, 심의에 의해 〈종이연〉으로 변경하였다. 《김민기 2》에서 <혼혈아〉로 재수록되었다.[1]